# Rejon doniecki
Rejon doniecki (ukr. Донецький район) – rejon w obwodzie donieckim Ukrainy. Został utworzony w 2020 roku w wyniku reformy administracyjnej. Siedzibą administracyjną rejonu jest Donieck. W 2021 roku rejon zamieszkiwało 1 490 301 osób.
Większość terytorium rejonu jest okupowana przez Rosję, która używa podziału administracyjnego sprzed 2020 roku.